# جايسون لويس (سياسي أمريكي)
جايسون لويس (بالإنجليزية: Jason Lewis)‏ هو سياسي أمريكي، ولد في 19 أبريل 1968 في جنوب أفريقيا. حزبياً، نشط في الحزب الديمقراطي. وقد انتخب عضو مجلس نواب ماساتشوستس.